# Noter (årsredovisning)
Noter, även känt som "tilläggsupplysningar”, är en obligatorisk del som ska inkluderas i en årsredovisning. Företag ska lämna noter/tilläggsupplysningar i syfte om att förtydliga poster i balans- och resultaträkning.

## Tilläggsupplysningarna (Noterna) ska presenteras i följande ordning:[3]
1) Redovisningsprinciper & värderingsprinciper
- Avskrivning
  - Materiella anläggningstillgångar
  - Immateriella anläggningstillgångar
- Tjänste- och entreprenaduppdrag
- Anskaffningsvärde för egentillverkade varor

2) Noter till enskilda poster i enlighet med 5 kap. 3 § årsredovisningslagen (1995:1554)
- Upplysningar till resultaträkningen
  - Medelantalet anställda
  - Exceptionella intäkter och kostnader
- Upplysningar till balansräkningen
  - Inventarier, verktyg och installationer
  - Byggnader och mark
  - Lån till delägare eller närstående
  - Långfristiga skulder
  - Ställda säkerheter
  - Eventualförpliktelser
  - Tillgångar, avsättningar och skulder som avser flera poster

3) Övriga upplysningar